# JUBALmusic
JUBALmusic (Kurzform: JUBAL) ist ein deutsches Musiklabel. Es ist eine eingetragene Marke von Jubal Musikproduktionen, bestehend aus dem Jubal Musikverlag Berlin und dem Kultur- und Veranstaltungsmanagement Jubal Kultours Berlin.

## Geschichte
JUBAL wurde 1995 von dem Berliner Musikjournalisten und Kulturmanager Horst Brauner (1937–2023) gegründet. Der Musikredakteur Christoph Deindörfer, der bereits seit 2016 für JUBAL tätig war, übernahm 2023 die Verlagsleitung. Das Label veröffentlicht CD-Produktionen vorwiegend im klassischen Bereich und ist auf Orgel, Chor- und Kammermusik spezialisiert. Das Vertriebskonzept ist dabei auftragsbezogen ausgerichtet; es bestehen weltweite Kooperationen.
Für sein Engagement im kulturellen und sozialen Bereich wurde Firmengründer Horst Brauner 2012 mit der Bürgermedaille des Bezirks Charlottenburg-Wilmersdorf ausgezeichnet.

## Programm und Künstler
Einen Schwerpunkt der Aufnahmetätigkeit des Labels bilden Porträts historischer Orgeln sowie die diskografische Erschließung von Orgellandschaften. Zu den Künstlern, die CD-Aufnahmen für JUBAL eingespielt haben, gehören u. a. Samuel Kummer (Organist der Frauenkirche, Dresden), Theophil Heinke (Stadtkirche Waltershausen), Martina Pohl (St. Jacobi, Sangerhausen), Jörg Strodthoff und sein Nachfolger Winfried Kleindopf (Auenkirche, Berlin), Estrongo Nachama (Kantor der Jüdischen Gemeinde zu Berlin), Dirk Elsemann (Heilig-Kreuz-Kirche, Berlin-Wilmersdorf), Heiko Holtmeier, Uwe Gronostay, Michael Schütz sowie der Thomasorganist Johannes Lang  und der britische Organist Robert Pecksmith (Buckfast Abbey).